# Episodi di Crash (prima stagione)
La prima stagione della serie televisiva Crash è andata in onda negli Stati Uniti dal 17 ottobre 2008 al 9 gennaio 2009 sull'emittente televisiva Starz. 
In Italia è stata trasmessa in prima visione su Cult dal 21 aprile al 26 maggio 2009. In chiaro è in onda dal 7 ottobre al 30 dicembre 2009 con un episodio settimanale su Rai 4.
| nº | Titolo originale                | Titolo italiano    | Prima TV USA      | Prima TV Italia |
| -- | ------------------------------- | ------------------ | ----------------- | --------------- |
| 1  | Episode One                     | Alta pressione     | 17 ottobre 2008   | 21 aprile 2009  |
| 2  | The Doctor Is In                | Contatti fisici    | 17 ottobre 2008   | 21 aprile 2009  |
| 3  | Panic                           | Panico             | 24 ottobre 2008   | 28 aprile 2009  |
| 4  | Railroaded                      | Bugie              | 28 settembre 2008 | 28 aprile 2009  |
| 5  | Your Ass Belongs to the Gypsies | Lesa maestà        | 7 novembre 2008   | 5 maggio 2009   |
| 6  | Clusterf**k                     | Radici             | 14 novembre 2008  | 5 maggio 2009   |
| 7  | Los Muertos                     | Rinascita          | 21 novembre 2008  | 12 maggio 2009  |
| 8  | Three Men and a Bebe            | Sensi di colpa     | 5 dicembre 2008   | 12 maggio 2009  |
| 9  | Pissing in the Sandbox          | Scomode realtà     | 12 dicembre 2008  | 19 maggio 2009  |
| 10 | The Future Is Free              | Il futuro è gratis | 19 dicembre 2008  | 19 maggio 2009  |
| 11 | F-36, Sprint Left, T-4          | Pedine             | 26 dicembre 2008  | 26 maggio 2009  |
| 12 | Ring Dings                      | Triangoli          | 2 gennaio 2009    | 26 maggio 2009  |
| 13 | The Pain Won't Stop             | Resa dei conti     | 9 gennaio 2009    | 26 maggio 2009  |